# Transept

Plan schématique représentant le transept et les autres parties d'une église.

Selon la symbolique médiévale issue de la tradition religieuse (Bible et Pères de l'Église) et développée dans le Rationale divinorum officiorum de Durand de Mende, l'église cruciforme est l'image du Christ crucifié : l'abside représente sa tête, le déambulatoire et les absidioles sa couronne d'épines, les allées du transept ses bras, le chœur son torse, les portes au bout des croisillons ses mains percées, la nef ses jambes, et les portes latérales de la façade occidentale ses pieds percés.

Le transept ([tʁɑ̃.sɛpt]) est une nef transversale qui coupe à angle droit la nef principale d’une église et qui lui donne ainsi la forme symbolique d’une croix latine.
La croisée du transept est la partie centrale du transept, commune avec le vaisseau principal de la nef. Le plus souvent, la croisée sépare la nef et le chœur. Elle peut être surmontée d'une tour-lanterne ou d'une coupole. Chacune des parties de part et d'autre de la croisée s'appelle bras ou croisillon. La plupart des églises étant orientées, les historiens de l'art distinguent le bras (ou croisillon) nord et le bras (ou croisillon) sud.
Dans les plus grands édifices, le transept peut être flanqué de collatéraux et de chapelles. L'extrémité peut-être plate, avec ou sans porche, ou comporter une abside. À l'inverse, dans de petites églises rurales (par exemple, du sud des Alpes), le transept peut être absent, ou remplacé par un faux transept formé de deux chapelles latérales. Lorsqu'il y a plusieurs transepts, ils se comptent à partir de l'entrée de l'église. Selon sa hauteur par rapport à la nef, un transept est dit à croisée régulière (même hauteur), transept bas (hauteur inférieure), transept continu s'il est formé d'un seul vaisseau dans lequel pénètrent la nef et le chœur.

## Histoire
Le transept apparaît vers 800 à Saint-Maurice-d'Agaune.

## Fonctions
Outre le côté symbolique de la croix latine, le transept tient aussi un rôle technique de premier ordre en participant à la solidité de l'édifice, à la manière de deux arcs-boutants géants. Il augmente également l'espace intérieur de l'église et joue son rôle ordinaire de lieu de passage marquant la séparation liturgique entre le chœur des religieux à l'est et la nef des fidèles à l'ouest. Enfin, en démultipliant le nombre et la surface des murs, il permet, sans préjudice pour la stabilité de l'ensemble et grâce à ses fenêtres, d'apporter un éclairage latéral au sanctuaire ainsi que des portes supplémentaires qui régulent la circulation intérieure.

## Formes de transept
| Double transept | Autres formes |
| --- | --- |
| Une des formes classiques des cathédrales du nord de l'Europe est l'église à double transept. C'est également le modèle de Cluny III et de la basilique de Saint-Quentin en France. | De nombreuses et diverses formes se sont créées au fil des temps : le transept bas, le transept continu, le transept saillant, etc.    |
| Cathédrale de Salisbury (double transept) : | Dans des endroits exigus, le transept d'une abbaye peut être construit au-dessus de la galerie du cloître contigu (exemple : Crémieu). |